# Egidio Rovelli
Egidio Rovelli (Milano, 11 maggio 1894 – Monte Valbella, 28 gennaio 1918) è stato un calciatore italiano, di ruolo difensore.

## Biografia
Morì durante la Grande Guerra e venne decorato con Medaglia d'argento al valor militare.

## Carriera

### Club
Tra il 1913 ed il 1914 fu arbitro di calcio, per poi divenire un giocatore del Milan, dove giocò per una sola stagione, Prima Categoria 1914-1915, collezionando 2 presenze contro Vigor Torino e Novara, vinte entrambe dal Milan rispettivamente 2-0 e 2-1.